# Eliécer Ávila
Eliécer Ávila Cicilia (* 1985 in Puerto Padre, Las Tunas) ist ein kubanischer Informatiker und prominenter Regierungskritiker. Er wurde 2008 als Student für seine außergewöhnlich offenen und kritischen Fragen an den Parlamentspräsidenten des Landes bekannt, mit denen er diesen während einer politischen Versammlung an einer Elite-Hochschule in Havanna in für Kuba einmalige Weise in peinliche Verlegenheit brachte.
Ávila stammt aus El Yarey, einem kleinen Dorf in der Nähe der ostkubanischen Kleinstadt Puerto Padre Provinz Las Tunas und hatte durch seine schulischen Leistungen und seine Bekenntnisse zum bestehenden politischen System einen Studienplatz an der Hochschule für Informatik (UCI) in Havanna erlangt. Seit dem Grundschulalter und seinem Eintritt in die kommunistische Pionierorganisation hatte er sich immer vorbildlich in den staatlich gelenkten Aktivitäten engagiert. An der UCI war er als aktives Mitglied des Studentenbundes und des Jugendverbandes der Kommunistischen Partei in die Organisation politischer Aktivitäten eingebunden. Außerdem war er an seiner Fakultät Leiter des Projekts „Vigilancia Tecnológica y Política“ (technische und politische Überwachung), einem eigens und ausschließlich an der UCI gebildeten Team von ideologischen Kontrolleuren, die in der von der Staatsführung häufig beschworenen Überzeugung, sich in einem „Cyberkrieg“ mit den Feinden der Revolutionsregierung zu befinden, im Internet systematisch nach Kritik an der Politik in Kuba suchen, um solchen Äußerungen mit regierungskonformen Kommentaren oder anderen „Waffen“ zu begegnen.
Im März 2013 gründete Ávila die oppositionelle Organisation Somos+ (sprich: Somos más, spanisch Wir sind mehr). Ziel dieser Bewegung ist die Schaffung „eines modern, florierenden und freien Landes“.

## Die Diskussion mit Parlamentspräsident Alarcón an der UCI
Am Vortag der Wahlen zur Nationalversammlung besuchte Ricardo Alarcón, Parlamentspräsident und Mitglied des Politbüros der allein zugelassenen Kommunistischen Partei, am 19. Januar 2008 die Hochschule zu einer Informationsveranstaltung für Studenten und Professoren, die über den hochschulinternen Fernsehkanal UCI TV für die 10.000 Studenten übertragen wurde. Nach mehreren Ansprachen wurde dem aus rund 300 Personen bestehenden Publikum die Möglichkeit gegeben, Fragen an Alarcón zu richten. Zu den Studenten, die diese Gelegenheit nutzten, gehörte Ávila, der sich in seiner 16 Minuten langen Wortmeldung zwar als treuer Anhänger der Kubanischen Revolution und ihrer Führer zu erkennen gab, gleichzeitig aber mehrere politisch heikle Themen ansprach, die sehr häufig von als Staatsfeinden kriminalisierten Oppositionellen oder ausländischen Beobachtern, kaum jedoch von der Führung des Landes öffentlich behandelt wurden. Zu diesen Themen gehörte beispielsweise das bestehende Verbot für Kubaner, auf eigene Verantwortung Auslandsreisen zu unternehmen, behördliche Blockaden wichtiger Bereiche des Internets, der zunehmende Verkauf von Produkten des täglichen Bedarfs ausschließlich gegen die Parallelwährung „Peso Convertible“, zu der ein großer Teil der Bevölkerung keinen Zugang hat, und das völlige Fehlen eines von der Führung erläuterten politischen Zukunftsprojekts. Alarcón, der zu den in der öffentlichen Rede sowie im Umgang mit kritischen Fragen erfahrensten Repräsentanten der Staatsführung gehört, ging auf einige der vorgebrachten Punkte überhaupt nicht ein, sondern sprach stattdessen ausführlich über die Zeit vor 1959. Er antwortete, weder über das Thema Internet noch zur Frage nach den parallelen Währungen ausreichend informiert zu sein. Die Reiseverbote legitimierte Alarcón mit dem Argument, dass vor 1959 noch weniger Kubaner als aktuell in einheimischen Hotels übernachteten und dass am Himmel nicht genug Platz für die notwendigen Flugzeuge sei, damit alle sechs Milliarden Erdenbewohner reisen könnten wohin sie wollten.

### Das internationale Medienecho
Innerhalb weniger Tage zirkulierten in Havanna zahlreiche Kopien von Ton- und Videomitschnitten der Versammlung. Kubaner innerhalb wie außerhalb der Insel diskutierten das Gesehene, viele schrieben öffentliche Kommentare. Große internationale Verbreitung erfuhr die Nachricht von der höchst ungewöhnlichen Diskussion, nachdem die BBC und wenig später CNN über das inzwischen bereits im Internet hochgeladene Video berichteten und eigene Zusammenschnitte der zentralen Aussagen im Internet verbreiteten. Zahlreiche Medien – auch in Deutschland – griffen die Meldung auf. Da es sich um die historisch ersten Videoaufnahmen handelte, die kubanische Bürger zeigen, die einem hohen Vertreter der Staatsführung politisch sensible Fragen stellen, lag der Schwerpunkt der Berichterstattung auf der schonungslosen Benennung dieser in den Fragen der Studenten angesprochenen, jedoch noch nie zuvor öffentlich formulierten Probleme, teilweise auch auf den ausweichenden Antworten des Politikers. Beide Elemente wurden fast einhellig als Zeichen von Unzufriedenheit auf Seiten der Studenten und der Gesamtbevölkerung gewertet. Kurz bevor die Nachricht ihre größte mediale Verbreitung fand, kam die spektakuläre ergänzende Meldung auf, Ávila sei infolge seiner kritischen Äußerungen verhaftet worden, die von vielen internationalen Medien übernommen wurde, sich jedoch wenige Stunden später als Fehlinformation herausstellte. Die ursprüngliche Meldung der Verhaftung ging auf Aussagen seiner verängstigten Mutter zurück, die regierungsunabhängigen Berichterstattern gegenüber ihre große Besorgnis geschildert hatte, nachdem ihr Sohn plötzlich durch Vertreter der Staatsmacht aus dem Heimatdorf abgeholt worden war, um ihn auf höhere Anweisung sofort nach Havanna zu bringen. Die meisten Medien, Organisationen und Politiker, die die Falschmeldung übernommen hatten, zogen ihre Aussagen später zurück oder korrigierten sie, während andere dies nicht oder nur teilweise taten.

### Die Reaktion der staatlichen Medien
Angesichts des ungeahnten internationalen Medienechos bemühten sich die betroffene Hochschule und die kubanischen Medien, den entstandenen Eindruck von Grundsatzkritik am Zustand des Landes umgehend zu entkräften und dabei den Vorwurf der Festnahme Ávilas nicht nur zu widerlegen, sondern als Beweis für die schlimmsten Absichten der internationalen Medien zu nutzen. So verbreitete die kubanische Webseite „Cubadebate“ das Video einer eigens an der UCI einberufenen Talkshow, bei der Eliécer Ávila und weitere Studenten auftraten, um ihre absolute Treue zum politischen System und ihre Dankbarkeit für die Begegnung mit Alarcón zu bezeugen und die angeblich gegen Kuba losgetretene internationale Medienkampagne zu verurteilen. Auch die Hauptausgabe der Nachrichten des kubanischen Fernsehens berichtete in einem dreieinhalbminütigen Beitrag, dass Eliécer Ávila im Mittelpunkt einer gegen Kuba gerichteten Kampagne ausländischer Medien stehe, die von den USA gefördert sei. Auch bei dieser Gelegenheit bekräftigte er im Interview seine ungeteilte Identifikation mit dem herrschenden politischen System. Weder in diesem Beitrag noch an anderer Stelle gingen die kubanischen Medien jedoch in irgendeiner Weise auf den tatsächlichen Gegenstand der ausländischen Meldungen ein, nämlich die Fragen, die der Student gestellt hatte und die Antworten, die ihm der Parlamentspräsident darauf gegeben hatte. Alarcón erwähnte die Veranstaltung an der UCI einige Wochen später in einem langen Artikel, in dem er BBC und CNN vorwarf, durch den Zusammenschnitt der zweistündigen Diskussion auf ein Video von wenig mehr als vier Minuten die Wahrheit verfälscht zu haben, was zahlreiche andere Medien ungeprüft übernommen hätten. Er beklagte, die ausländischen Medien hätten nicht die Originalquellen genutzt, allerdings ohne gleichzeitig zu erwähnen, dass die kubanischen Behörden ausländischen Journalisten keinen Zutritt zu Diskussionsveranstaltungen wie der an der UCI gewähren. Auf die ausschließlich von den ausländischen Medien wahrheitsgemäß wiedergegebenen Inhalte der unbequemen Fragen und seiner Antworten ging er nicht ein.

## Weiteres Leben seit den Fernsehauftritten
Eliécer Ávila setzte sein Studium fort und trat erst wieder im September 2008 in Erscheinung, als das in Spanien angesiedelte Internet-Magazin CubaEncuentro.com ein Interview mit ihm veröffentlichte, das ein in der Nähe seines Heimatortes lebender regierungsunabhängiger Journalist und Landwirt mit ihm geführt hatte. In diesem Gespräch ging er ausführlich auf die Umstände der Vorfälle ein, durch die er unfreiwillige Prominenz erlangt hatte. Er äußerte sich enttäuscht darüber, dass seine Bitte, die gegenüber Alarcón angesprochenen Themen bei anderer Gelegenheit in angemessener Form zu diskutieren, von der politischen Führung unbeantwortet geblieben war. Des Weiteren sprach er unverhohlen über Missstände im Land und kritisierte den öffentlichen Umgang der Regierung mit den drängenden Problemen Kubas. Angesichts von ablehnenden Kommentaren in Castro-treuen Blogs und Foren veröffentlichte er eine Klarstellung im von Spanien aus verwalteten, linksgerichteten Internet-Forum Kaosenlared.net, in der er unter anderem betonte, seine Eigenschaft als „Revolutionär“ (im kubanischen Sprachgebrauch im Sinne eines Anhängers der Staats- und Parteiführung verwendet) sei „unwiderruflich“. 2009 schloss Ávila sein Studium als Ingenieur der Informationstechnik ab und trat seinen (in Kuba nach dem Studienabschluss obligatorischen) zweijährigen Dienst in einer vom Staat angebotenen Arbeitsstelle an, einem kleinen Jugend-Computerclub in der Nähe seines Heimatdorfes. Seit Ablauf dieser gering bezahlten Arbeit ist Ávila arbeitslos, auch ein zwischenzeitlicher Versuch, sich mit der Herstellung und dem Straßenverkauf von Speiseeis selbständig zu machen, war gescheitert. Im Oktober 2011 berichtete derselbe Journalist über ihn, der ihn schon im September 2008 ausführlich interviewt hatte.
Im November 2011 kehrte Eliécer Ávila überraschend ins Rampenlicht des politischen Diskurses in Kuba zurück, als er vom Veranstalter der unabhängigen Dialog-Plattform zu Kunst und Gesellschaft „Estado de SATS“ zu einem ausführlichen Meinungsaustausch über seine Sicht des Landes eingeladen wurde, das anschließend im Internet veröffentlicht wurde. In dem zweistündigen Gespräch präsentierte Ávila seine kritische Analyse der drängendsten Probleme Kubas, begründete seinen verlorenen Glauben an die herrschende Staatsführung und bestärkte seine Hoffnung, eine breite Beteiligung des kubanischen Volkes am politischen Prozess könne zur Überwindung des Mangels an wirtschaftlichen und politischen Freiheiten beitragen. Unter anderem berichtete Ávila auch über das hohe Maß an moralischer Unterstützung, das er nach seinem öffentlich gewordenen Auftritt an der UCI 2008 erfahren habe. Viele wildfremde Menschen hätten ihn beglückwünscht und für seinen Mut gegenüber Alarcón gelobt. Unter den an einem politischen Dialog interessierten Kubanern innerhalb wie außerhalb der Insel erregte das Gespräch großes Interesse und rief zahlreiche Kommentare hervor.
Seit Ende November 2011 teilt Ávila seine Ansichten und Alltagserfahrungen auch über Twitter-Nachrichten mit, die er per SMS von seinem Mobiltelefon verschickt. Auch gegenüber Journalisten gibt er offen Auskunft über sein Leben und seine Meinungen. Im April 2012 startete Ávila unter dem Titel un cubano más (ein x-beliebiger Kubaner) einen eigenen Kanal auf der Internet-Plattform YouTube, auf dem er in mehreren Videos seine Meinungen zu verschiedenen politischen Themen vorstellt und Kubaner inner- und außerhalb der Insel zum Hinterlassen von Kommentaren auffordert.
Unter dem Eindruck zahlreicher Fälle von vermeintlichen Dissidenten, die sich nach Jahren des Aktivistentums innerhalb der Oppositionsbewegung schließlich als Agenten des kubanischen Geheimdienstes erwiesen, reagieren viele Kubaner auf Eliécer Ávilas extreme Wandlung vom aktiven Unterstützer zum öffentlichen Kritiker des politischen Systems allerdings mit Misstrauen. Für andere ist er ein vielversprechender Hoffnungsträger und mutiger Vertreter einer neuen Generation.
Am 2. Februar 2013 war Ávila der erste bekannte Angehörige der kubanischen Opposition, der seit dem Inkrafttreten der Reiserechtsreform am 14. Januar sein Land für eine Auslandsreise verließ. Ohne dafür wie zuvor eine gesonderte behördliche Erlaubnis und ein Einladungsschreiben zu benötigen, flog er von Havanna über Amsterdam nach Stockholm, wohin er von Freunden eingeladen worden war. Im März 2013 kündigte er dort für die Zeit nach seiner Rückkehr nach Kuba die Gründung einer politischen Partei an.